# Parque nacional Grupo Frankland
El parque nacional Grupo Frankland es un parque nacional en Queensland (Australia), ubicado a 1353 km al noroeste de Brisbane.
Es un grupo de cinco islas ubicadas a una hora de camino al sur de Cairns, a 12 km de la costa. Las aguas que las rodean pertenecen al parque Marítimo Gran Barrera de Coral, Patrimonio de la Humanidad en Australia según clasificación de la Unesco. La más grande es la Isla Russell y está cubierta de selva húmeda y rodeada por arrecifes de coral y playas de arena blanca.
Se permite acampar sólo en las islas Russell y High, se debe solicitar permiso con dos semanas de anticipación debido a que se limita el número de visitantes. Las islas no disponen de agua potable ni alimento.